# برافزایش (هواشناسی)
برافزایش (انگلیسی: Accretion) به عنوان انباشته‌شدن تدریجی چیزی در طول زمان تعریف می‌شود. برافزایش در هواشناسی یا علوم جوی، فرایند انباشته‌شدن آب منجمد به صورت بارش در طول زمان است. همان‌طور که آب منجمد در جو فرود می‌آید، به‌ویژه هنگامی که بلورهای یخ یا بلور برف به قطره‌های مایع فراسرمایشی برخورد کرده و سپس با هم منجمد می‌شوند، باعث افزایش اندازه ذرات آب منجمد می‌شود. انباشته‌شدن این ذرات در نهایت برف یا تگرگ را در ابرها پدیدآورده و بسته به دمای پایین اتمسفر ممکن است به باران، باران یخ‌زده، یا برف‌دانه تبدیل شود. برافزایش مبنایی برای تشکیل ابر است و همچنین می‌تواند به عنوان انباشت آب روی ذرات معلق دیده شود و پس‌دمه را به‌وجود آورد. این پدیده به این دلیل است که بخار آب موجود در هوا برای تشکیل قطرات بزرگ آب جامد یا مایع، به هسته‌های تراکم نیاز دارد.